# Loum (Minta)
Pour les articles homonymes, voir Loum (homonymie).
Loum est un village de la région du Centre du Cameroun. Il est localisé dans l'arrondissement (commune) de Minta, département de la Haute-Sanaga. On y accède par la piste rurale qui lie Minta à Ngo'o et Nkoambang à Kombani.

## Population et société
En 1961, la population de Loum était de 69 habitants. Loum comptait 28 habitants lors du dernier recensement de 2005. La population est constituée pour l’essentiel de Badjia.